# 北海道道710号浅茅野台地浜頓別線

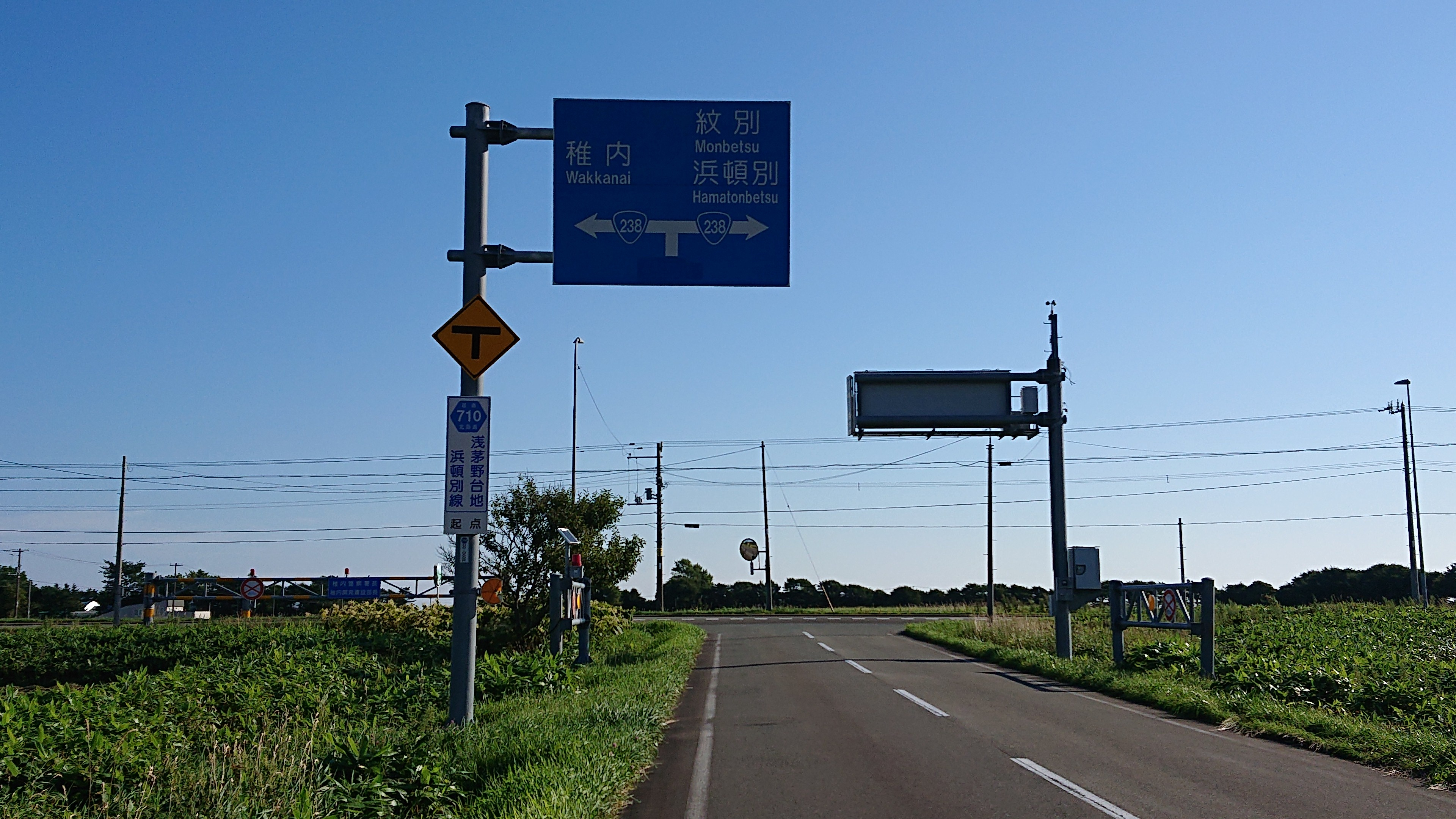
北海道道710号浅茅野台地浜頓別線（猿払村浅茅野台地）

北海道道710号浅茅野台地浜頓別線（ほっかいどうどう710ごう あさじのだいちはまとんべつせん）は、北海道宗谷郡猿払村と枝幸郡浜頓別町を結ぶ一般道道（北海道道）である。

## 概要

### 路線データ
- 起点：北海道宗谷郡猿払村浅茅野台地（国道238号交点）
- 終点：北海道枝幸郡浜頓別町仁達内（北海道道84号豊富浜頓別線交点）
- 路線延長：10.0 km（総延長）

## 歴史
- 1971年（昭和46年）3月31日 - 路線認定[1]。

## 地理

### 通過する自治体
- 宗谷総合振興局
  - 宗谷郡猿払村
  - 枝幸郡浜頓別町

### 交差する道路
猿払村
- 国道238号 - 浅茅野台地（起点）

浜頓別町
- 北海道道84号豊富浜頓別線 - 仁達内（終点）

### 沿線にある施設など
浜頓別町
- クッチャロ湖
- クローバの丘公園